# 状況分析
状況分析（英: situational analysis）とは、ポストモダン的転回を考慮した新しいグラウンデッド・セオリーのことである。伝統的な社会的世界理論が、シブタニの「パースペクティブとしての準拠集団」論文をルーツとする、ストラウス（A.L. Strauss）流派のグラウンデッド・セオリーを基盤としていたのに対し、ここでは構造的条件を特定するようなグラウンデッド・セオリーを取り入れている。この状況分析では、状況の条件は状況の中にあり、文脈のようなものはないとされる。具体的には、経験的問いに答える三つのマップを作りながら研究者を巻き込む。
1. 状況マップ：問いの状況において主要な人間、非人間、その他もろもろの要素を描き、それらの関係性の分析を行う。
2. 社会的世界／アリーナマップ：集合的アクター、鍵となる非人間要素、それらが交渉において関わる言質や言説のアリーナを描く。状況のメソレベルの解釈である。
3. 位置的マップ：問題状況の言説において課題を取り巻く相違、関心、論争といった軸を持つデータ上に対し、採られる、あるいは採られない主要な立場を描く。

三種類すべてのマップは分析的実践としているもので、単なるインタビューを元にしたものから多角的な研究へと、社会科学データを現代的な研究スタイルに合わせる新しいやり方である。行動を中心に据えた伝統的なグラウンデッド・セオリーに対する補完的アプローチとして、これらのマップでは代わりに問いの状況を中心に据える。データをマッピングすることを通じて、分析者は問いの状況を経験的に構築する。その状況自体は、その要素と関係性が一義的な目的にある、究極的な分析と理解の単位となる。